# Kazliškiai
Kazliškiai ist ein Stadtteil der litauischen Stadt Kaunas. Der Ort befindet sich im Amtsbezirk Aleksotas westlich des Flugplatzes Aleksotas.
In Kazliškiai wohnen weniger als 100 Einwohner. Hier befindet sich eines der Forts in Kaunas.